# Habitatge medieval (la Sénia)
Habitatge medieval és una obra de la Sénia (Montsià) inclosa a l'Inventari del Patrimoni Arquitectònic de Catalunya.

## Descripció
Edifici de tres plantes amb murs de maçoneria arrebossats i emblanquinats i composició irregular de buits. Presenta certa concavitat al parament de la façana de la que destaca la porta d'accés amb carreus i arc de mig punt dovellat i dos balcons en pedra amb baranes de forja al primer pis. A l'interior l'element més destacable és un gran arc apuntat, a la planta baixa, que va de mitjera a mitgera, dovellat, ocupant de llum tota l'amplada del solar.